# Élections cantonales de 1992 dans la Meuse
Les élections cantonales ont eu lieu les 22 et 29 mars 1992.
Lors de ces élections, 15 des 31 cantons de la Meuse ont été renouvelés. Elles ont vu la reconduction de la majorité UDF dirigée par Rémi Herment, président du conseil général depuis 1982.

## Résultats à l’échelle du département
Répartition départementale des résultats (2e tour).
- PCF (9,62 %)
- PS (15,51 %)
- Majorité (11,85 %)
- UDF (37,91 %)
- DVD (25,12 %)

| Étiquette      | Étiquette                          | Premier tour | Premier tour | Second tour | Second tour | Sièges |
| Étiquette      | Étiquette                          | Voix         | %            | Voix        | %           | Sièges |
| -------------- | ---------------------------------- | ------------ | ------------ | ----------- | ----------- | ------ |
|                | Parti socialiste                   | 5 227        | 12,17        | 3 701       | 15,51       | 0      |
|                | Parti communiste français          | 3 479        | 8,10         | 2 295       | 9,62        | 1      |
|                | Majorité présidentielle            | 1 628        | 3,79         | 2 828       | 11,85       | 0      |
| Gauche         | Gauche                             | 10 334       | 24,06        | 8 824       | 36,98       | 1      |
|                |                                    |              |              |             |             |        |
|                | Divers droite                      | 15 822       | 36,82        | 5 995       | 25,12       | 9      |
|                | Union pour la démocratie française | 7 161        | 16,67        | 9 047       | 37,91       | 4      |
|                | Front national                     | 4 827        | 11,23        |             |             |        |
|                | Rassemblement pour la République   | 1 430        | 3,33         |             |             | 1      |
| Droite         | Droite                             | 29 240       | 68,05        | 15 042      | 63,02       | 14     |
|                |                                    |              |              |             |             |        |
|                | Les Verts                          | 2 776        | 6,46         |             |             |        |
|                | Génération écologie                | 617          | 1,44         |             |             |        |
| Écologistes    | Écologistes                        | 3 393        | 7,90         |             |             |        |
|                |                                    |              |              |             |             |        |
| Inscrits       | Inscrits                           | 64 503       | 100,00       | 39 952      | 100,00      |        |
| Abstention     | Abstention                         | 18 606       | 28,85        | 14 451      | 36,17       |        |
| Votants        | Votants                            | 45 897       | 71,15        | 25 501      | 63,83       |        |
| Blancs et nuls | Blancs et nuls                     | 2 930        | 6,38         | 1 635       | 6,41        |        |
| Exprimés       | Exprimés                           | 42 967       | 93,62        | 23 866      | 93,59       |        |

## Résultats par canton

### Canton d'Ancerville
| Candidats      | Candidats          | Étiquette      | Premier tour | Premier tour | Second tour | Second tour |
| Candidats      | Candidats          | Étiquette      | Voix         | %            | Voix        | %           |
| -------------- | ------------------ | -------------- | ------------ | ------------ | ----------- | ----------- |
|                | Yvon Vannerot      | DVD            | 1 703        | 36,70        | 2 185       | 53,94       |
|                | Fernand Lambert    | PS             | 1 285        | 27,69        | 1 866       | 46,06       |
|                | Jeanine Juvigny    | FN             | 713          | 15,37        |             |             |
|                | Christian Demimuid | GE             | 368          | 7,93         |             |             |
|                | Pascal Guillaume   | DVD            | 358          | 7,72         |             |             |
|                | Jean-Pierre Chagot | PCF            | 213          | 4,59         |             |             |
|                |                    |                |              |              |             |             |
| Inscrits       | Inscrits           | Inscrits       | 7 303        | 100,00       | 7 286       | 100,00      |
| Abstention     | Abstention         | Abstention     | 2 217        | 30,36        | 2 838       | 38,95       |
| Votants        | Votants            | Votants        | 5 086        | 69,64        | 4 448       | 61,05       |
| Blancs et nuls | Blancs et nuls     | Blancs et nuls | 446          | 8,77         | 397         | 8,93        |
| Exprimés       | Exprimés           | Exprimés       | 4 640        | 91,23        | 4 051       | 91,07       |

### Canton de Bar-le-Duc-Nord
| Candidats      | Candidats        | Étiquette      | Premier tour | Premier tour | Second tour | Second tour |
| Candidats      | Candidats        | Étiquette      | Voix         | %            | Voix        | %           |
| -------------- | ---------------- | -------------- | ------------ | ------------ | ----------- | ----------- |
|                | Bertrand Pancher | UDF            | 1 474        | 27,54        | 2 674       | 59,30       |
|                | Jacques Manière  | PS             | 1 146        | 21,41        | 1 835       | 40,70       |
|                | Gérard Abbas     | DVD            | 924          | 17,26        | Retrait     | Retrait     |
|                | Jacques Mathieu  | Verts          | 612          | 11,43        |             |             |
|                | Michel Triffaut  | FN             | 514          | 9,60         |             |             |
|                | Michèle Dagon    | RPR            | 366          | 6,84         |             |             |
|                | Bernard Serrier  | PCF            | 316          | 5,90         |             |             |
|                |                  |                |              |              |             |             |
| Inscrits       | Inscrits         | Inscrits       | 8 722        | 100,00       | 8 722       | 100,00      |
| Abstention     | Abstention       | Abstention     | 3 018        | 34,60        | 3 802       | 43,59       |
| Votants        | Votants          | Votants        | 5 704        | 65,40        | 4 920       | 56,41       |
| Blancs et nuls | Blancs et nuls   | Blancs et nuls | 352          | 6,17         | 411         | 8,35        |
| Exprimés       | Exprimés         | Exprimés       | 5 352        | 93,83        | 4 509       | 91,65       |

### Canton de Charny-sur-Meuse
| Candidats      | Candidats         | Étiquette      | Premier tour | Premier tour |
| Candidats      | Candidats         | Étiquette      | Voix         | %            |
| -------------- | ----------------- | -------------- | ------------ | ------------ |
|                | Yves Peltier*     | DVD            | 2 882        | 72,03        |
|                | Bernard Marchal   | Verts          | 389          | 9,72         |
|                | Pasqualina Moreau | FN             | 364          | 9,10         |
|                | Yvan Chardin      | PS             | 234          | 5,85         |
|                | Patrick Kowalski  | PCF            | 132          | 3,30         |
|                |                   |                |              |              |
| Inscrits       | Inscrits          | Inscrits       | 6 174        | 100,00       |
| Abstention     | Abstention        | Abstention     | 1 862        | 30,16        |
| Votants        | Votants           | Votants        | 4 312        | 69,84        |
| Blancs et nuls | Blancs et nuls    | Blancs et nuls | 311          | 7,21         |
| Exprimés       | Exprimés          | Exprimés       | 4 001        | 92,79        |

*sortant

### Canton de Dun-sur-Meuse
| Candidats      | Candidats         | Étiquette      | Premier tour | Premier tour | Second tour | Second tour |
| Candidats      | Candidats         | Étiquette      | Voix         | %            | Voix        | %           |
| -------------- | ----------------- | -------------- | ------------ | ------------ | ----------- | ----------- |
|                | Bernard Courtaux* | DVD            | 848          | 39,91        | 1 165       | 55,19       |
|                | Alain Thomas      | UDF            | 750          | 35,29        | 946         | 44,81       |
|                | Louis Rouyer      | FN             | 209          | 9,84         |             |             |
|                | Pierre Chauderlot | PS             | 152          | 7,15         |             |             |
|                | Roland Giraud     | GE             | 99           | 4,66         |             |             |
|                | Roland Persin     | Verts          | 38           | 1,79         |             |             |
|                | Emile Jeannesson  | PCF            | 29           | 1,36         |             |             |
|                |                   |                |              |              |             |             |
| Inscrits       | Inscrits          | Inscrits       | 2 639        | 100,00       | 2 639       | 100,00      |
| Abstention     | Abstention        | Abstention     | 465          | 17,62        | 432         | 16,37       |
| Votants        | Votants           | Votants        | 2 174        | 82,38        | 2 207       | 83,63       |
| Blancs et nuls | Blancs et nuls    | Blancs et nuls | 49           | 2,25         | 96          | 4,35        |
| Exprimés       | Exprimés          | Exprimés       | 2 125        | 97,75        | 2 111       | 95,65       |

*sortant

### Canton de Gondrecourt-le-Château
| Candidats      | Candidats         | Étiquette      | Premier tour | Premier tour | Second tour | Second tour |
| Candidats      | Candidats         | Étiquette      | Voix         | %            | Voix        | %           |
| -------------- | ----------------- | -------------- | ------------ | ------------ | ----------- | ----------- |
|                | André Droitcourt* | UDF            | 1 242        | 47,68        | 1 377       | 53,87       |
|                | Daniel Lhuillier  | PS             | 644          | 24,72        | 1 179       | 46,13       |
|                | Eric Chalupka     | FN             | 342          | 13,13        |             |             |
|                | Bernard Adrian    | PS             | 236          | 9,06         |             |             |
|                | Roland Liez       | PCF            | 141          | 5,41         |             |             |
|                |                   |                |              |              |             |             |
| Inscrits       | Inscrits          | Inscrits       | 3 898        | 100,00       | 3 896       | 100,00      |
| Abstention     | Abstention        | Abstention     | 1 098        | 28,17        | 1 203       | 30,88       |
| Votants        | Votants           | Votants        | 2 800        | 71,83        | 2 693       | 69,12       |
| Blancs et nuls | Blancs et nuls    | Blancs et nuls | 195          | 6,96         | 137         | 5,09        |
| Exprimés       | Exprimés          | Exprimés       | 2 605        | 93,04        | 2 556       | 94,91       |

*sortant

### Canton de Montfaucon-d'Argonne
| Candidats      | Candidats           | Étiquette      | Premier tour | Premier tour |
| Candidats      | Candidats           | Étiquette      | Voix         | %            |
| -------------- | ------------------- | -------------- | ------------ | ------------ |
|                | Denis Cordonnier*   | RPR            | 1 064        | 73,03        |
|                | Michel Vuillaume    | GE             | 150          | 10,30        |
|                | Jean Sivigny        | FN             | 95           | 6,52         |
|                | Jean-Pierre Boulier | PS             | 71           | 4,87         |
|                | Jean-Paul Didier    | Verts          | 58           | 3,98         |
|                | Pierre Feuvrier     | PCF            | 19           | 1,30         |
|                |                     |                |              |              |
| Inscrits       | Inscrits            | Inscrits       | 1 840        | 100,00       |
| Abstention     | Abstention          | Abstention     | 303          | 16,47        |
| Votants        | Votants             | Votants        | 1 537        | 83,53        |
| Blancs et nuls | Blancs et nuls      | Blancs et nuls | 80           | 5,20         |
| Exprimés       | Exprimés            | Exprimés       | 1 457        | 94,80        |

*sortant

### Canton de Pierrefitte-sur-Aire
| Candidats      | Candidats        | Étiquette      | Premier tour | Premier tour |
| Candidats      | Candidats        | Étiquette      | Voix         | %            |
| -------------- | ---------------- | -------------- | ------------ | ------------ |
|                | Christian Namy*  | DVD            | 1 245        | 66,83        |
|                | Yves Tridon      | FN             | 224          | 12,02        |
|                | Philippe Geuring | Verts          | 185          | 9,93         |
|                | Anne Boulier     | PS             | 123          | 6,60         |
|                | Arlette Diot     | PCF            | 86           | 4,62         |
|                |                  |                |              |              |
| Inscrits       | Inscrits         | Inscrits       | 2 608        | 100,00       |
| Abstention     | Abstention       | Abstention     | 613          | 23,50        |
| Votants        | Votants          | Votants        | 1 995        | 76,50        |
| Blancs et nuls | Blancs et nuls   | Blancs et nuls | 132          | 6,62         |
| Exprimés       | Exprimés         | Exprimés       | 1 863        | 93,38        |

*sortant

### Canton de Saint-Mihiel
| Candidats      | Candidats        | Étiquette      | Premier tour | Premier tour |
| Candidats      | Candidats        | Étiquette      | Voix         | %            |
| -------------- | ---------------- | -------------- | ------------ | ------------ |
|                | Roger Dumez*     | DVD            | 2 207        | 55,35        |
|                | Roger Menet      | FN             | 575          | 14,42        |
|                | Arlette Aubertin | PS             | 426          | 10,68        |
|                | Noël Demange     | PCF            | 424          | 10,63        |
|                | Philippe Gille   | Verts          | 355          | 8,90         |
|                |                  |                |              |              |
| Inscrits       | Inscrits         | Inscrits       | 6 035        | 100,00       |
| Abstention     | Abstention       | Abstention     | 1 799        | 29,81        |
| Votants        | Votants          | Votants        | 4 236        | 70,19        |
| Blancs et nuls | Blancs et nuls   | Blancs et nuls | 249          | 5,88         |
| Exprimés       | Exprimés         | Exprimés       | 3 987        | 94,12        |

*sortant

### Canton de Spincourt
| Candidats      | Candidats         | Étiquette      | Premier tour | Premier tour | Second tour | Second tour |
| Candidats      | Candidats         | Étiquette      | Voix         | %            | Voix        | %           |
| -------------- | ----------------- | -------------- | ------------ | ------------ | ----------- | ----------- |
|                | Daniel Mayer*     | PCF            | 1 786        | 42,62        | 2 295       | 55,62       |
|                | Daniel Petitcolas | UDF            | 1 443        | 34,43        | 1 831       | 44,38       |
|                | Yannick Bolognini | PS             | 508          | 12,12        |             |             |
|                | Pierre Nau        | FN             | 454          | 10,83        |             |             |
|                |                   |                |              |              |             |             |
| Inscrits       | Inscrits          | Inscrits       | 6 163        | 100,00       | 6 162       | 100,00      |
| Abstention     | Abstention        | Abstention     | 1 729        | 28,05        | 1 844       | 29,93       |
| Votants        | Votants           | Votants        | 4 434        | 71,95        | 4 318       | 70,07       |
| Blancs et nuls | Blancs et nuls    | Blancs et nuls | 243          | 5,48         | 192         | 4,45        |
| Exprimés       | Exprimés          | Exprimés       | 4 191        | 94,52        | 4 126       | 95,55       |

*sortant

### Canton de Seuil-d'Argonne
| Candidats      | Candidats        | Étiquette      | Premier tour | Premier tour |
| Candidats      | Candidats        | Étiquette      | Voix         | %            |
| -------------- | ---------------- | -------------- | ------------ | ------------ |
|                | Gérard Longuet*  | UDF            | 877          | 74,07        |
|                | Pascal Menoux    | Verts          | 110          | 9,29         |
|                | Bernard Geraudel | FN             | 99           | 8,36         |
|                | Jean-Marc Molin  | PS             | 75           | 6,33         |
|                | Paul Varlet      | PCF            | 23           | 1,94         |
|                |                  |                |              |              |
| Inscrits       | Inscrits         | Inscrits       | 1 652        | 100,00       |
| Abstention     | Abstention       | Abstention     | 385          | 23,31        |
| Votants        | Votants          | Votants        | 1 267        | 76,69        |
| Blancs et nuls | Blancs et nuls   | Blancs et nuls | 83           | 6,55         |
| Exprimés       | Exprimés         | Exprimés       | 1 184        | 93,45        |

*sortant

### Canton de Varennes-en-Argonne
| Candidats      | Candidats          | Étiquette      | Premier tour | Premier tour | Second tour | Second tour |
| Candidats      | Candidats          | Étiquette      | Voix         | %            | Voix        | %           |
| -------------- | ------------------ | -------------- | ------------ | ------------ | ----------- | ----------- |
|                | Yvon Victor*       | DVD            | 436          | 43,38        | 601         | 61,20       |
|                | Jean-Marie Lambert | DVD            | 291          | 28,96        | 381         | 38,80       |
|                | Bernard Guerin     | DVD            | 187          | 18,61        | Retrait     | Retrait     |
|                | Dominique Ronga    | Verts          | 28           | 2,79         |             |             |
|                | Joelle Sivigny     | FN             | 27           | 2,69         |             |             |
|                | Pierre Descharmes  | PS             | 24           | 2,39         |             |             |
|                | Jean-Claude Leitao | PCF            | 12           | 1,19         |             |             |
|                |                    |                |              |              |             |             |
| Inscrits       | Inscrits           | Inscrits       | 1 227        | 100,00       | 1 226       | 100,00      |
| Abstention     | Abstention         | Abstention     | 190          | 15,48        | 206         | 16,80       |
| Votants        | Votants            | Votants        | 1 037        | 84,52        | 1 020       | 83,20       |
| Blancs et nuls | Blancs et nuls     | Blancs et nuls | 32           | 3,09         | 38          | 3,73        |
| Exprimés       | Exprimés           | Exprimés       | 1 005        | 96,91        | 982         | 96,27       |

*sortant

### Canton de Vaubecourt
| Candidats      | Candidats           | Étiquette      | Premier tour | Premier tour |
| Candidats      | Candidats           | Étiquette      | Voix         | %            |
| -------------- | ------------------- | -------------- | ------------ | ------------ |
|                | Jean-Marie Farinet* | DVD            | 1 193        | 72,66        |
|                | Hélène Menet        | FN             | 157          | 9,56         |
|                | Francis Leroux      | Verts          | 151          | 9,20         |
|                | Hubert Pecheur      | PS             | 116          | 7,06         |
|                | Michel Hypolite     | PCF            | 25           | 1,52         |
|                |                     |                |              |              |
| Inscrits       | Inscrits            | Inscrits       | v            | 100,00       |
| Abstention     | Abstention          | Abstention     | 644          | 26,84        |
| Votants        | Votants             | Votants        | 1 755        | 73,16        |
| Blancs et nuls | Blancs et nuls      | Blancs et nuls | 113          | 6,44         |
| Exprimés       | Exprimés            | Exprimés       | 1 642        | 93,56        |

*sortant

### Canton de Vaucouleurs
| Candidats      | Candidats                   | Étiquette      | Premier tour | Premier tour |
| Candidats      | Candidats                   | Étiquette      | Voix         | %            |
| -------------- | --------------------------- | -------------- | ------------ | ------------ |
|                | Gérard Lahure*              | DVD            | 1 564        | 60,76        |
|                | Christiane Buttier          | FN             | 347          | 13,48        |
|                | Gilbert Monasse             | PS             | 314          | 12,20        |
|                | Marie-Hélène Kasprzak-Gille | Verts          | 262          | 10,18        |
|                | René Brevier                | PCF            | 87           | 3,38         |
|                |                             |                |              |              |
| Inscrits       | Inscrits                    | Inscrits       | 3 824        | 100,00       |
| Abstention     | Abstention                  | Abstention     | 998          | 26,10        |
| Votants        | Votants                     | Votants        | 2 826        | 73,90        |
| Blancs et nuls | Blancs et nuls              | Blancs et nuls | 252          | 8,92         |
| Exprimés       | Exprimés                    | Exprimés       | 2 574        | 91,08        |

*sortant

### Canton de Vavincourt
| Candidats      | Candidats            | Étiquette      | Premier tour | Premier tour | Second tour | Second tour |
| Candidats      | Candidats            | Étiquette      | Voix         | %            | Voix        | %           |
| -------------- | -------------------- | -------------- | ------------ | ------------ | ----------- | ----------- |
|                | Gilbert Marc         | DVD            | 702          | 32,42        | 812         | 38,48       |
|                | Didier Herment       | DVD            | 682          | 31,50        | 851         | 40,33       |
|                | Jean-Claude Salziger | PS             | 366          | 16,91        | 447         | 21,18       |
|                | Jean Jacq            | Verts          | 198          | 9,15         |             |             |
|                | Jean-Pierre Lamotte  | FN             | 178          | 8,22         |             |             |
|                | Jean-Noël Bouet      | PCF            | 39           | 1,80         |             |             |
|                |                      |                |              |              |             |             |
| Inscrits       | Inscrits             | Inscrits       | 2 905        | 100,00       | 2 907       | 100,00      |
| Abstention     | Abstention           | Abstention     | 603          | 20,76        | 709         | 24,39       |
| Votants        | Votants              | Votants        | 2 302        | 79,24        | 2 198       | 75,61       |
| Blancs et nuls | Blancs et nuls       | Blancs et nuls | 137          | 5,95         | 88          | 4,00        |
| Exprimés       | Exprimés             | Exprimés       | 2 165        | 94,05        | 2 110       | 96,00       |

### Canton de Verdun-Ouest
| Candidats      | Candidats            | Étiquette      | Premier tour | Premier tour | Second tour | Second tour |
| Candidats      | Candidats            | Étiquette      | Voix         | %            | Voix        | %           |
| -------------- | -------------------- | -------------- | ------------ | ------------ | ----------- | ----------- |
|                | Maurice Delamarche*  | UDF            | 1 375        | 32,93        | 2 219       | 64,86       |
|                | Christian Canton     | PS             | 618          | 14,80        | 1 202       | 35,14       |
|                | Jean-Jacques Moreau  | FN             | 529          | 12,67        |             |             |
|                | Étienne Hermetet     | PS             | 517          | 12,38        |             |             |
|                | Jacques Barat-Dupont | DVD            | 447          | 10,70        |             |             |
|                | Daniel Lefort        | Verts          | 390          | 9,34         |             |             |
|                | Guy Jeannot          | DVD            | 153          | 3,66         |             |             |
|                | Michel Landoid       | PCF            | 147          | 3,52         |             |             |
|                |                      |                |              |              |             |             |
| Inscrits       | Inscrits             | Inscrits       | 7 114        | 100,00       | 7 114       | 100,00      |
| Abstention     | Abstention           | Abstention     | 2 682        | 37,70        | 3 417       | 48,03       |
| Votants        | Votants              | Votants        | 4 432        | 62,30        | 3 697       | 51,97       |
| Blancs et nuls | Blancs et nuls       | Blancs et nuls | 256          | 5,78         | 276         | 7,47        |
| Exprimés       | Exprimés             | Exprimés       | 4 176        | 94,22        | 3 421       | 92,53       |

*sortant